# NGC 4370
NGC 4370 is een spiraalvormig sterrenstelsel in het sterrenbeeld Maagd. Het hemelobject werd op 13 april 1784 ontdekt door de Duits-Britse astronoom William Herschel.

## Synoniemen
- UGC 7492
- MCG 1-32-51
- ZWG 42.89
- VCC 758
- IRAS 12223+0743
- PGC 40439